# 蘇聯空軍
蘇聯空軍（俄语：Военно-воздушные силы,拉丁轉寫：Voenno-Vozdushnye Sily,VVS）的是蘇聯的主要空中武裝力量。成立于1918年，结束于1991年。

## 前史
俄罗斯帝国早在二十世紀初便開始發展航空事業和工業，在1910年正式成立俄罗斯帝国空军並率先開發了轟炸機和水上飛機，但沒有自行生產戰鬥機，只從法國購買現成的機體，俄罗斯帝国空军在一戰開始時是世界第二多機數的空軍，但在開戰後才仿制法國戰鬥機。在一戰中俄罗斯帝国空军對德國和奧匈帝國有一定的戰果，只因為俄罗斯帝国的工業能力較德薄弱，所以常要以寡敵眾下損不少。
1917年11月7日，十月革命爆发，苏维埃俄国成立，絕大多數俄罗斯帝国空军人員都加入了红军，少部分则加入了白軍，双方在随后的几年里展开对抗。

## 歷史

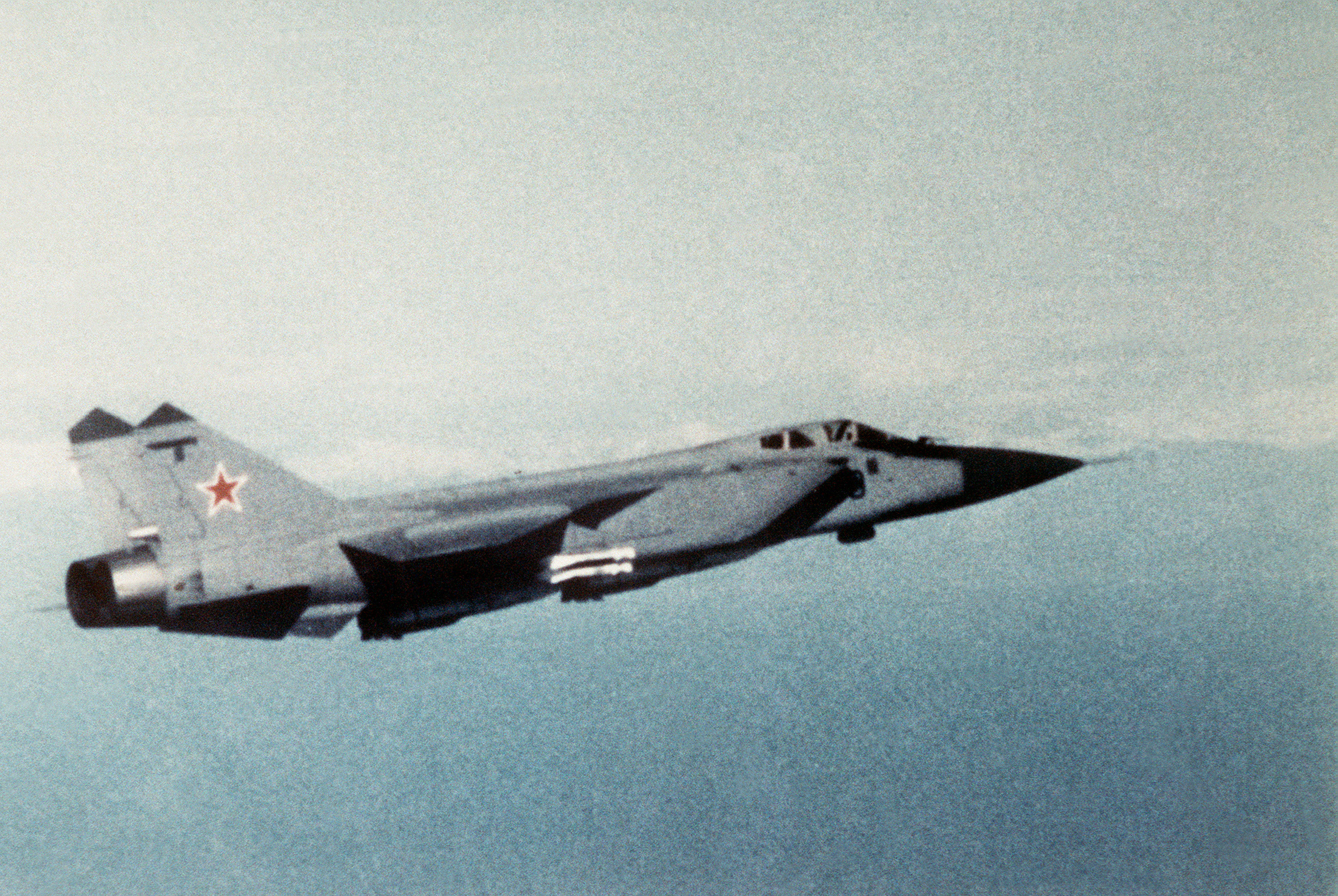
蘇聯米格-31戰鬥機

1918年，苏维埃俄国在红军中建立了航空部队，部队的管理总指挥单位称为「工農紅軍航空军總局」。红军航空兵这时起是红军的一个独立兵种。
1935年，苏联海軍航空隊脫離红军航空兵指挥，成為蘇聯海軍的一部分。
1936年和1937年，苏联红军航空兵在西班牙內戰和抗日戰爭中初次受考驗，由於新型機對早期型軸心國軍機的戰鬥中佔了優勢，一度使蘇聯高估了本國空軍的實力。
1939年，苏联红军航空兵在蘇芬戰爭中攻擊芬蘭，由於輕敵而大量使用過時的雙翼機作戰，所以受到較大損失。
1941年6月22日苏德战争爆发时，苏联红军航空兵分为：最高统帅部航空兵（远程航空兵）、方面军航空兵或军区空军、集团军空军、军属航空兵大队。航空兵师通常是混合若干歼击机团、强击机团和轻型轰炸机团。截止1941年6月，苏联红军航空兵共拥有79个航空兵师和5个航空兵旅。其中统帅部远程航空兵有13个轰炸航空兵师和5个歼击航空兵师，军区和集团军所属航空兵有61个师。苏联红军航空兵在苏德战争初期时作战失利，苏联红军航空兵是高度机动的力量，把航空兵力量撒胡椒面式的分散到远程航空兵、方面军、集团军、步兵军，指挥不便、难于协调、难于在最需要的空域与时段内集中使用航空兵力量去突击；另一方面，在师的层次混合编组歼击、强击、轰炸飞行团，导致各机种之间的协同和后勤保障都很复杂。
1941年8月，苏联国防委员会决定改组苏联红军航空兵，航空兵飞行团的飞机由60~63架减为32~33架，1942年又减少到20架。1941年11月1日，苏联国防委员会决定组建夜间歼击与轰炸航空兵团。1942年1月，苏联国防委员会取消了空军集团军。1942年3月，远程航空兵成为直属高统帅部的独立兵种，编有7个轰炸航空兵师、1个运输航空兵师和1个后备航空兵旅。1942年5月，苏联各方面军的航空兵集中受方面军空军集团军的领导指挥。可以集中使用空军力量,并在最重要的方向上集中空军兵力。
1942年8月26日，苏联国防委员会命令在最高统帅部预备队内组建航空军。用于机动加强给重要地段。1943年夏库尔斯克战役爆发时，远程航空兵共有8个航空兵军，飞机950架。从1942年下半年开始，苏联国防委员会把混合航空兵师改编为单一机种的歼击、强击、轰炸航空兵师。1944年起，将混合航空兵军改编为单一机种航空兵军。苏德战争结束时，苏联红军航空兵共有13个航空集团军、155个航空兵师，作战飞机15,500架。
在二次大戰中，苏联红军航空兵在德國入侵初期受到很大損失，隨著軍事生產的增強、指揮上的改進，把設計較成熟的新型飛機投入戰鬥，及得到西方國家提供飛機支援，從1943年起苏联红军航空兵開始在東線的天空取得優勢。
1946年，苏联红军与苏联海軍改组为苏联武装力量，苏联红军航空兵从苏联红军中独立出来，成为“苏联空军”。
1950年，苏联空军秘密介入了朝鲜战争，苏联空军与中国人民志愿军空军、朝鲜人民军空军一起在鸭绿江至朝鲜民主主义人民共和国清川江地区的上空建立了米格走廊。
戰後蘇聯的航空和科天工業和科技達到世界的頂尖水平，在六十年代已經凌駕了西歐各單個國家，到八十年代超越了西歐整體，是當時唯一能與美國匹敵的國家。
1987年時蘇聯空軍實力據報有戰略轟炸機165架、中型轟炸機550架、戰鬥機2,780架、攻擊機2,835架、空中加油機50架、戰術偵察及電子干擾機658架、戰略偵察及電子干擾機260架、直升機3,050架、訓練機及訓練直升機1,500架、運輸機576架，另有大量民用飛機可在改裝後作軍用。

## 結束
1991年12月蘇聯解體後，前蘇聯空軍的飛機及人員由各個新獨立國瓜分，當中俄羅斯接收了大約40%的飛機及65%的人員，成為新的俄羅斯空軍之基礎。

## 历任总司令
- 1946年－1949年 康斯坦丁·安德烈维奇·韦尔希宁空军元帅
- 1949年－1957年 帕维尔·費多罗维奇·日加列夫空军主帅
- 1957年－1969年 康斯坦丁·安德烈维奇·韦尔希宁空军主帅
- 1969年－1984年 帕维尔·斯捷潘诺维奇·库塔霍夫空军主帅
- 1984年－1990年 亚历山大·尼古拉耶维奇·叶菲莫夫空军元帅
- 1990年－1991年8月23日 叶夫根尼·伊万诺维奇·沙波什尼科夫空军上将
- 1991年8月23日 彼得·斯捷潘诺维奇·杰伊涅金空军上将

## 空军机型
二戰時期
战斗机
- 拉-5 / 拉-7
- 米格-3
- 伊爾-2
- 雅克-9
- Yak-1

轰炸机
- TB-3
- Pe-8
- 图-2

冷戰時期
- 米格-15
- 米格-17
- 米格-19
- 米格-21
- 米格-23
- 米格-25
- 米格-29
- 米格-31
- 蘇-7
- 蘇-15
- 蘇-17 / 蘇-20 / 蘇-22
- 蘇-24
- 蘇-25
- 蘇-27

轰炸机
- 图-4
- 米亚-4
- Tu-16
- Tu-95
- Tu-22
- Tu-22M